# Prambanan
Prambanan es un conjunto de más de 200 templos hindúes que están dedicados a la Trímurti, la expresión de Dios como el Creador (Brahma), el Preservador (Visnú) y el Destructor (Shivá). El conjunto está ubicado a unos 18 km al este de Yogyakarta en dirección a Surakarta.
Los templos fueron construidos durante el siglo IX bajo la dinastía Sanjaya del primer Reino de Mataram en la región de Java Central. 
Una inscripción fechada en el año 856 marca lo que es posiblemente su piedra fundacional.
El Conjunto de Prambanan está clasificado como Patrimonio de la Humanidad por la Unesco desde el año 1991. 

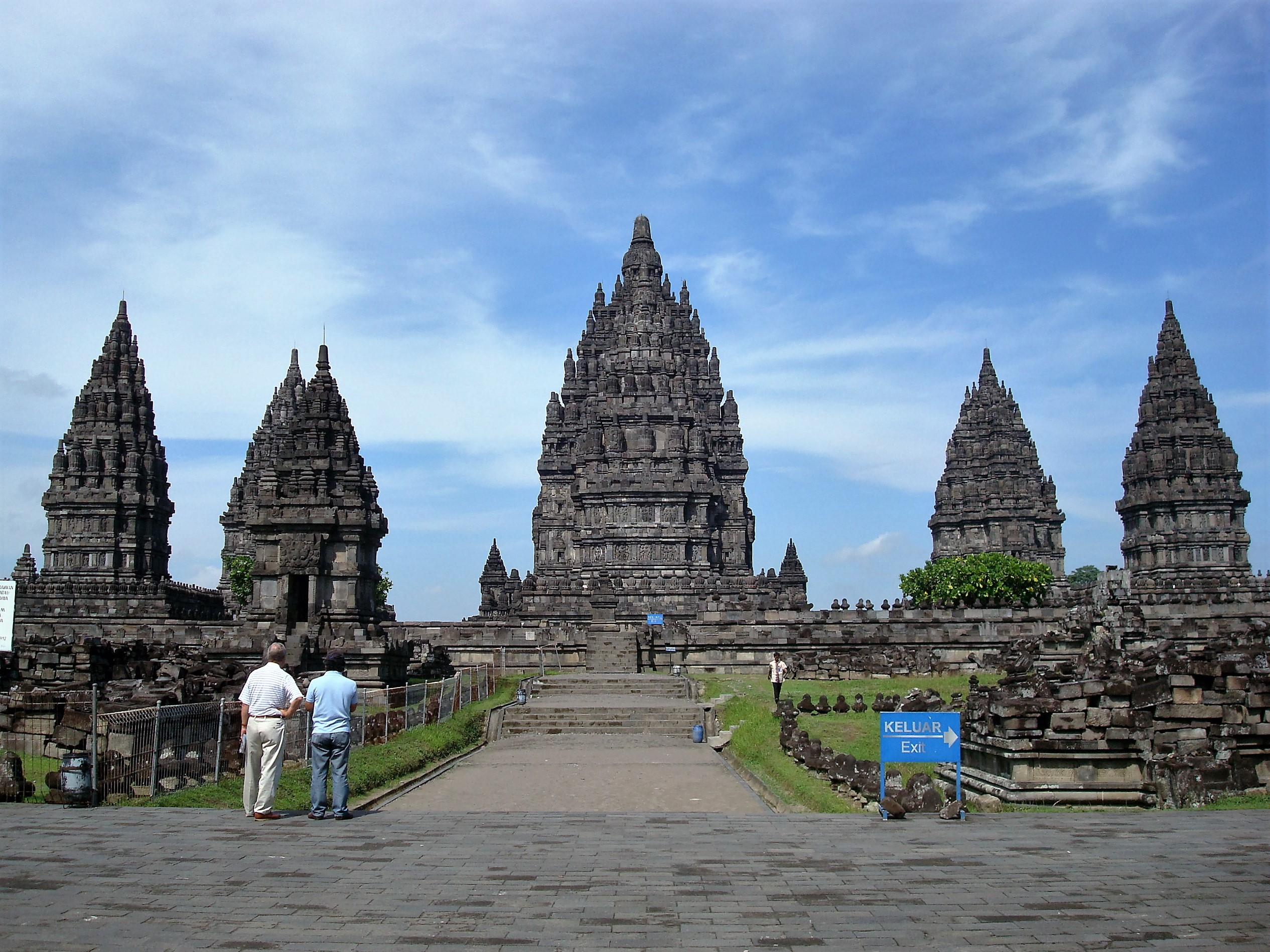
Vista frontal de templos de Prambanan.

## Historia

### Construcción
El templo de Prambanan es el templo hindú más grande de la antigua Java, y el primer edificio se completó a mediados del siglo IX. Probablemente fue iniciado por Rakai Pikatan e inaugurado por su sucesor, el rey Lokapala. Algunos historiadores que se adhieren a la teoría de la dinastía dual ; Sugieren que la construcción de Prambanan probablemente fue pensada como la respuesta de la dinastía hindú Sanjaya a Borobudur y Sewu de la dinastía budista Sailendra.templos cercanos. Lo que significa marcar el regreso de la dinastía hindú Sanjaya al poder en Java Central después de casi un siglo de dominación budista de la dinastía Sailendra. Sin embargo, la construcción de este enorme templo hindú significó un cambio en el patrocinio de la corte de Medang ; del Budismo Mahayana al Hinduismo Shaivita.
Un templo fue construido por primera vez en el sitio alrededor de 850 EC por Rakai Pikatan y ampliado extensamente por el Rey Lokapala y Balitung Maha Sambu, el rey Sanjaya del Reino de Mataram . En uno de los remates en la parte superior de la balaustrada del templo de Shiva se encontró una breve escritura de pintura roja con el nombre "pikatan", lo que confirma que el rey Pikatan fue el responsable de la iniciación de la construcción del templo.: 22 
El complejo del templo está vinculado a la inscripción de Shivagrha de 856 EC, emitida por el rey Lokapala, que describía un complejo del templo de Shiva que se asemeja a Prambanan. Según esta inscripción, el templo de Shiva fue inaugurado el 12 de noviembre de 856..: 20   Según esta inscripción, el templo fue construido para honrar al Señor Shiva, y su nombre original era Shiva-grha (la Casa de Shiva) o Shiva- laya (el Reino de Shiva).
Según la inscripción de Shivagrha, durante la construcción del templo se emprendió un proyecto de agua pública para cambiar el curso de un río cerca del templo de Shivagrha. El río, identificado como  río Opak, corre ahora de norte a sur en el lado occidental del recinto del templo de Prambanan. Los historiadores sugieren que originalmente el río se curvaba más hacia el este y se consideraba demasiado cerca del templo principal. Los expertos sugieren que el cambio del río estaba destinado a proteger el complejo del templo del desbordamiento de materiales volcánicos lahar del volcán Merapi. El proyecto se realizó cortando el río a lo largo de un eje de norte a sur a lo largo de la pared exterior del recinto del templo de Shivagrha. El antiguo curso del río fue llenado y nivelado para crear un espacio más amplio para la expansión del templo, el espacio para hileras de templos pervara (complementarios).
La estatua de Shiva Mahadeva dentro del garbagriha del templo principal.
Algunos arqueólogos proponen que la estatua de Shiva en la garbhagriha (cámara central) del templo principal fue modelada después del rey Balitung , sirviendo como una representación de su yo deificado después de la muerte. El recinto del templo fue ampliado por sucesivos reyes de Mataram, como Daksa y Tulodong , con la adición de cientos de templos perwara alrededor del templo principal.
Con la torre principal de prasada elevándose hasta 47 metros de altura, un vasto complejo de templos amurallados consta de 240 estructuras, el templo de Shivagrha Trimurti fue el más alto y grandioso de su tiempo. De hecho, el complejo del templo es el templo hindú más grande de la antigua Java, y ningún otro templo javanés ha superado jamás su escala. Prambanan sirvió como el templo real del Reino de Mataram, donde la mayoría de las ceremonias religiosas y los sacrificios del estado se llevaban a cabo allí. En el apogeo del reino, los eruditos estiman que cientos de brahmanes con sus discípulos vivían dentro del muro exterior del recinto del templo. El centro urbano y la corte de Mataram estaban ubicados cerca, en algún lugar de la llanura de Prambanan.

### Abandono

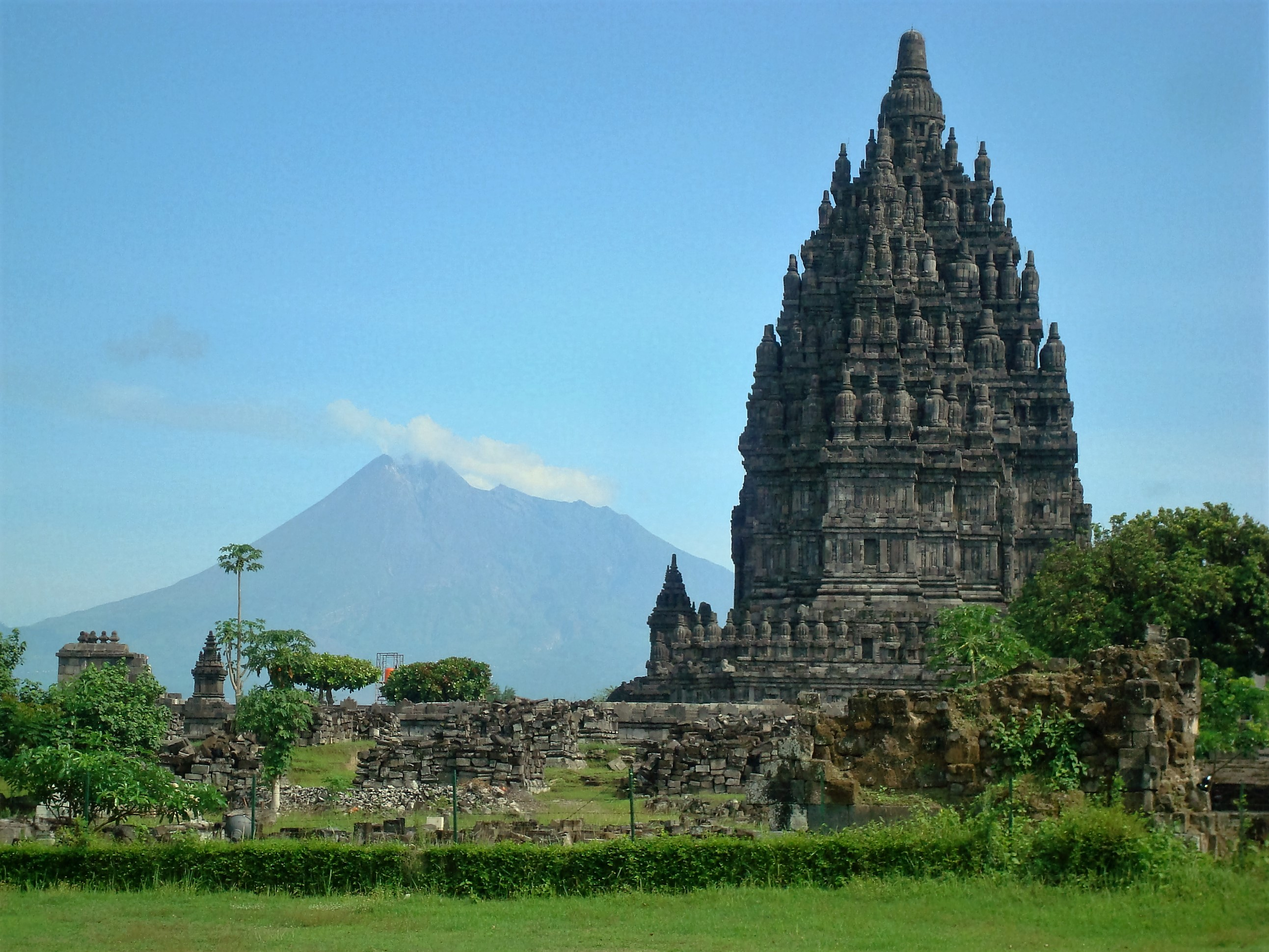
El recinto del templo de Prambanan con el Volcán Merapi al fondo.

Después de ser utilizado y ampliado durante unos 80 años, el templo fue abandonado misteriosamente cerca de la mitad del siglo X. En la década de 930, la corte javanesa fue trasladada a Java Oriental por Mpu Sindok, que estableció la Dinastía Isyana. Sin embargo, no estaba claro el verdadero motivo del abandono del reino de Java Central por parte de este Reino Javanés. Una devastadora erupción del volcán Monte Merapi, situado a unos 25 kilómetros al norte de Prambanan, en Java Central, o una lucha de poder probablemente causaron el cambio. Ese acontecimiento marcó el inicio del declive del templo, ya que pronto fue abandonado y comenzó a deteriorarse.
El templo se derrumbó durante un gran terremoto en el siglo XVI. Aunque el templo dejó de ser un importante centro de culto, las ruinas esparcidas por la zona siguieron siendo reconocibles y conocidas por los javaneses locales en épocas posteriores. Las estatuas y las ruinas se convirtieron en el tema y la inspiración del relato folclórico Rara Jonggrang.
Los javaneses de los pueblos de los alrededores conocían las ruinas del templo antes de su redescubrimiento formal, pero no sabían sus antecedentes históricos: qué reinos gobernaban o qué rey encargó la construcción de los monumentos. Como resultado, los lugareños desarrollaron cuentos y leyendas para explicar el origen de los templos, impregnados de mitos de gigantes y de una princesa maldita. Dieron a Prambanan y Sewu un origen maravilloso; en la leyenda Rara Jonggrang se dice que fueron creados por una multitud de demonios bajo la orden de Bandung Bondowoso.

### Redescubrimiento

Litografía de las ruinas de Prambanan en 1852.

En 1733, Cornelis Antonie Lons, un empleado de la VOC, proporcionó un primer informe sobre el templo de Prambanan en su diario. Lons estaba escoltando a Julius Frederick Coyett, un comisionado de la COV de la costa noreste de Java, a Kartasura, entonces la capital del Mataram, un poderoso reino local javanés. Durante su estancia en Java Central, tuvo la oportunidad de visitar las ruinas del templo de Prambanan, que describió como "templos brahmánicos" que se asemejan a una montaña de piedras.: 17 
Tras la división del Sultanato de Mataram en 1755, las ruinas del templo y el río Opak se utilizaron para delimitar la frontera entre los Yogyakarta y Surakarta Sultanatos, que se adoptó como la frontera actual entre Yogyakarta y la provincia de Java Central.

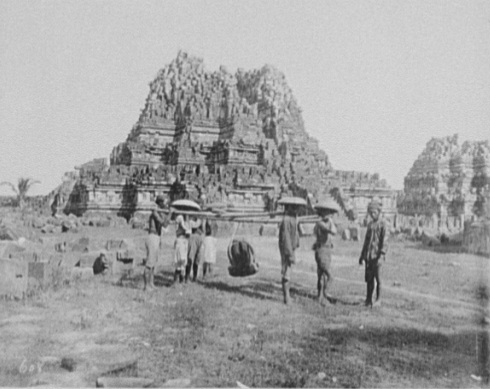
Las ruinas del templo de Shiva de Prambanan c. 1895

El templo atrajo la atención internacional a principios del siglo XIX. En 1803, Nicolaus Engelhard, gobernador de la costa noreste de Java, hizo una parada en Prambanan durante sus visitas oficiales a los reyes de Java; Pakubuwana IV de Surakarta y Hamengkubuwana II de Yogyakarta. Impresionado por las ruinas del templo, en 1805 Engelhard encargó a H.C. Cornelius, un ingeniero destinado en Klaten, que limpiara el lugar de tierra y vegetación, midiera la superficie e hiciera dibujos del templo. Este fue el primer esfuerzo para estudiar y restaurar el templo de Prambanan.: 17 
En 1811, durante la efímera ocupación británica de las Indias Orientales Holandesas, Colin Mackenzie, un topógrafo al servicio de Sir Thomas Stamford Raffles, dio con los templos por casualidad. Aunque Sir Thomas encargó posteriormente un estudio completo de las ruinas, éstas permanecieron abandonadas durante décadas. Los residentes holandeses se llevaron las esculturas como adornos de jardín y los aldeanos nativos utilizaron las piedras de los cimientos como material de construcción. Las excavaciones poco entusiastas de los arqueólogos en la década de 1880 facilitaron el saqueo, ya que se llevaron numerosas esculturas de los templos como colecciones.

## Arquitectura

La sección transversal del templo de Shiva.

La arquitectura del templo de Prambanan sigue las tradiciones típicas de la arquitectura hindú basadas en el Vastu Shastra. El diseño del templo incorporó disposiciones de la planta del templo mandala y también las altas agujas típicas de los templos hindúes. Prambanan se llamaba originalmente Shivagrha y estaba dedicado al dios Shiva. El templo fue diseñado para imitar el Meru, la montaña sagrada, la morada de los dioses hindúes y el hogar de Shiva. Todo el complejo del templo es un modelo del universo hindú según la cosmología hindú y las capas de Loka.
Al igual que Borobudur, Prambanan también reconoce la jerarquía de las zonas de los templos, que abarcan desde los reinos menos sagrados hasta los más sagrados. Cada concepto hindú y budista tiene sus términos, pero los conceptos son esencialmente idénticos. El plano del recinto (en horizontal) o la estructura del templo (en vertical) consta de tres zonas:
- Bhurloka (en el budismo: Kāmadhātu), el reino más bajo del común de los mortales; humanos, animales también demonios. Donde los humanos siguen atados a su lujuria, deseo y forma de vida impía. El patio exterior y la parte de los pies (base) de cada templo han simbolizado el reino de bhurloka.
- Bhuvarloka (en el budismo: Rupadhatu), el reino medio de la gente santa, ocupado por rishi, ascetas y dioses menores. Aquí la gente comienza a ver la luz de la verdad. El patio central y el cuerpo de cada templo simbolizan el reino de bhuvarloka.
- Svarloka (en el budismo: Arupadhatu), el reino más elevado y sagrado, reservado a los dioses. También se conoce como svargaloka. El patio interior y el techo de cada templo simbolizan el reino de svarloka. El techo de los templos de Prambanan está adornado y coronado con ratna (sánscrito: joya), la forma de Ratna de Prambanan tomó la forma alterada de vajra que representa diamantes. En la arquitectura de los templos de la antigua Java, el Ratna es la contrapartida hindú de la stupa budista, y servía de pináculo del templo. También cuenta con más de 140 templos interiores, además de los 30 principales.

Durante la restauración, se descubrió un pozo que contiene un pripih (cofre de piedra) bajo el centro del templo de Shiva. El templo principal tiene un pozo de 5,75 m de profundidad en el que se encontró un cofre de piedra sobre un montón de carbón, tierra y restos de huesos de animales quemados. Aquí se encontraron hojas de oro con la inscripción Varuna (dios del mar) y Parvata (dios de las montañas). El cofre de piedra contenía láminas de cobre, carbón vegetal, cenizas, tierra, 20 monedas, joyas, vidrio, trozos de oro y hojas de plata, conchas marinas y 12 hojas de oro (que estaban cortadas en forma de tortuga, Nāga serpiente, padma, altar y huevo).

## Relieves

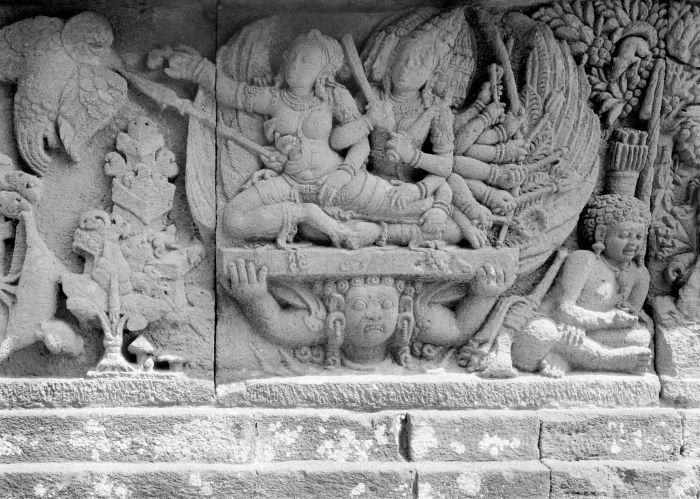
Ravana secuestrando a Sita mientras el Jatayu de la izquierda intentaba ayudarla. Bajorrelieve de Prambanan

### Ramayana y Bhagavata Purana
El templo está adornado con paneles de bajorrelieves narrativos que cuentan la historia de la epopeya hindú Ramayana y del Bhagavata Purana. Los paneles narrativos en bajorrelieve se tallaron a lo largo de las balaustradas interiores de la galería que rodea los tres templos principales.
Los paneles narrativos de la balaustrada se leen de izquierda a derecha. La historia comienza en la entrada este, donde los visitantes giran a la izquierda y se desplazan por la galería del templo en el sentido de las agujas del reloj. Esto se ajusta a la pradaksina, el ritual de circunvalación realizado por los peregrinos que se mueven en el sentido de las agujas del reloj mientras mantienen el santuario a su derecha. La historia del Ramayana comienza en la balaustrada del templo de Shiva y continúa hasta el templo de Brahma. En las balaustradas del templo de Vishnu hay una serie de paneles en bajorrelieve que representan las historias del señor Krishna del Bhagavata Purana.
El bajorrelieve del Ramayana ilustra cómo Sita, la esposa de Rama, es secuestrada por Ravana. El rey mono Hanuman trae su ejército para ayudar a Rama y rescatar a Sita. Esta historia también se muestra en el Ballet del Ramayana, que se representa regularmente en luna llena en el teatro al aire libre Trimurti, en el lado oeste del complejo iluminado de Prambanan.

### Lokapalas, brahmanes y devatas
Al otro lado de los paneles narrativos, el muro del templo a lo largo de la galería estaba adornado con estatuas y relieves de devatas y sabios brahmanes. Las figuras de lokapalas, los guardianes celestiales de las direcciones, se encuentran en el templo de Shiva. Los sabios brahmanes editores del veda fueron tallados en la pared del templo de Brahma, mientras que en el templo de Vishnu las figuras de las deidades masculinas devatas están flanqueadas por dos apsaras.

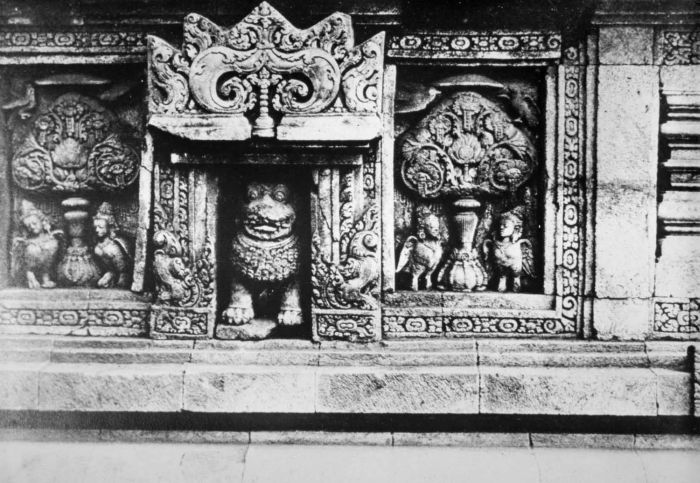
Panel de Prambanan, león en nicho flanqueado por dos árboles kalpataru cada uno de ellos flanqueado por un par de kinnaras o animales.

### Panel de Prambanan: León y Kalpataru
El muro exterior inferior de estos templos estaba adornado con una hilera de pequeños nichos que contenían una imagen de sinha (un león) flanqueada por dos paneles que representaban árboles kalpataru (kalpavriksha). Estos árboles sagrados que cumplen deseos, según la creencia hindú-budista, están flanqueados a ambos lados por kinnara o animales, como parejas de pájaros, ciervos, ovejas, monos, caballos, elefantes, etc. El dibujo del león en el nicho flanqueado por árboles kalpataru es típico en el recinto del templo de Prambanan, por lo que se denomina "panel de Prambanan".

## La leyenda de Rara Jonggrang

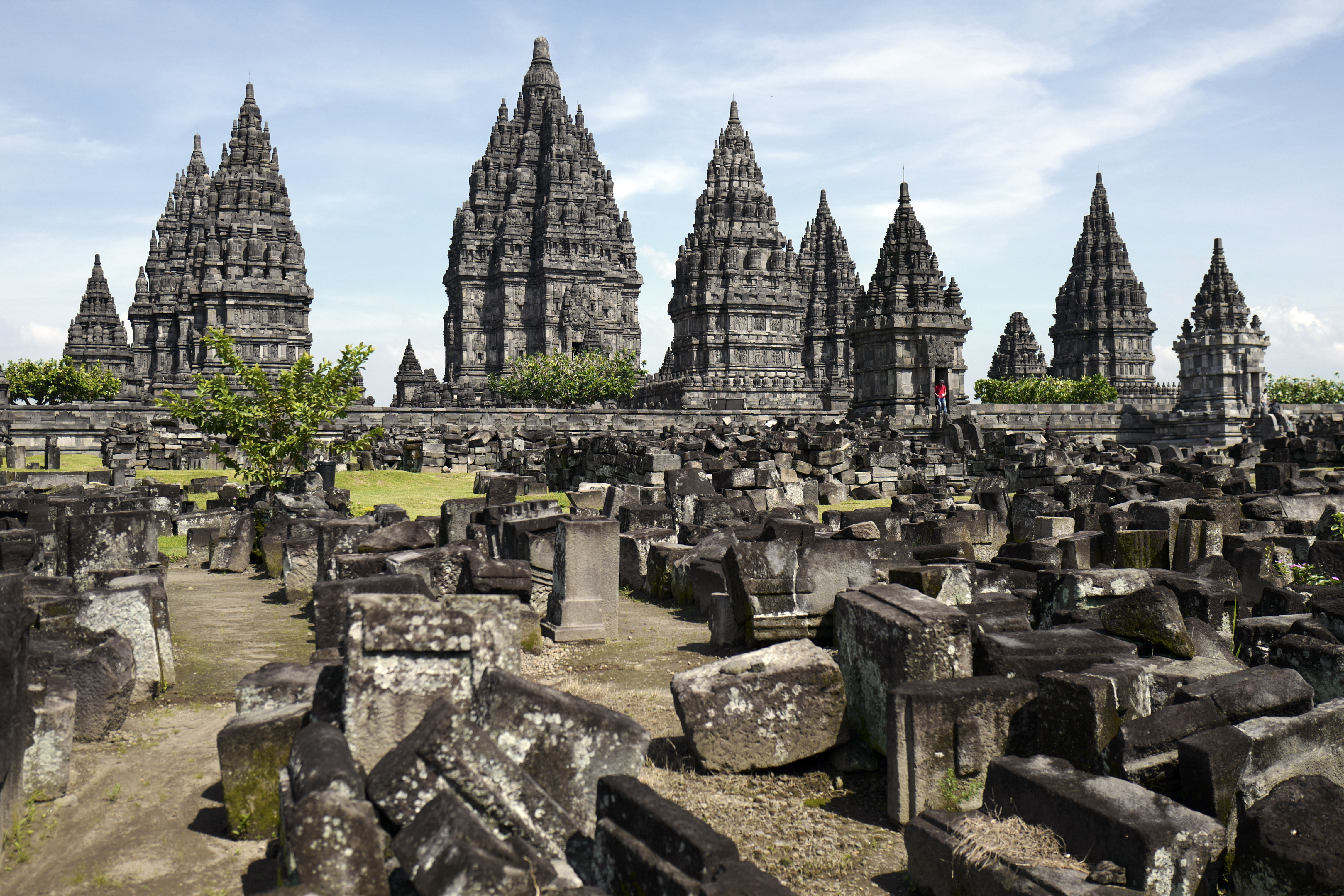
La multitud de templos repartidos por Prambanan inspiraron la leyenda local de Rara Jonggrang

La leyenda popular de Rara Jonggrang es la que conecta el lugar del Ratu Boko Palacio, el origen de la estatua de Durga en la celda/cámara norte del santuario principal, y el origen del complejo Templo Sewu cercano.
La leyenda cuenta la historia del príncipe Bandung Bondowoso, que se enamoró de la princesa Rara Jonggrang, hija del rey Boko. Pero la princesa rechazó su propuesta de matrimonio porque Bandung Bondowoso había matado al rey Boko y gobernaba su reino.
Bandung Bondowoso insistió en la unión, y finalmente Rara Jonggrang se vio obligada a aceptar la unión en matrimonio, pero planteó una condición imposible: Bandung debía construirle mil templos en una sola noche.
El príncipe entró en meditación y conjuró a una multitud de seres sobrenaturales de la tierra. Ayudado por estos espíritus, consiguió construir 999 templos. Cuando el príncipe estaba a punto de completar su condición, la princesa despertó a sus doncellas de palacio y ordenó a las mujeres del pueblo que empezaran a machacar el arroz y a encender un fuego en el este del templo, intentando hacer creer al príncipe y a los espíritus que el sol estaba a punto de salir. Cuando los gallos comenzaron a cantar, engañados por la luz y los sonidos del amanecer, los ayudantes sobrenaturales huyeron de nuevo a la tierra. El príncipe se enfureció por el truco y en venganza maldijo a Rara Jonggrang, convirtiéndola en piedra. Se convirtió en la última y más bella de las mil estatuas. Según las tradiciones, el templo milenario inacabado creado por los demonios se convirtió en el recinto Templo Sewu cercano (Sewu significa "miles" en javanés), y la princesa es la imagen de Durga en la celda norte del templo de Shiva en Prambanan, que aún se conoce como Rara Jonggrang o "Doncella Esbelta".